# ديفيد لويس (سياسي)
ديفيد لويس (بالإنجليزية: David Lewis)‏ هو محام بالقضاء العالي وسياسي بريطاني، ولد في 1797 في المملكة المتحدة، وتوفي بنفس المكان في 16 أكتوبر 1872. في الانتخابات العامة في المملكة المتحدة 1835 ‏، انتخب عضو برلمان المملكة المتحدة الـ12 عن دائرة Carmarthen ‏ (6 يناير 1835 – 17 يوليو 1837).